# Остеон
Остеонът е основната структурна единица на костта. Представлява кухина с кръвоносен съд и радиално разположени пластинки от неорганично вещество, между които се намират костни клетки. При разрез по повърхността на костите се наблюдава компактно костно вещество, а в дълбочина-гъбесто костно вещество. Това гъбесто костно вещество е изградено от остеони с множество кухини между тях. Този строеж на костите напълно съответства на принципите на механиката като осигурява мксимална здравина при минимално тегло на костта. Това е от много важно значение като знаем, че основните функции на костта са да служи като опора и защита на тялото, но едновременно с това и да участва в двигателната активност.